# Großsteingräber bei Holsten (Salzbergen)
Die Großsteingräber bei Holsten waren zwei megalithische Grabanlagen der jungsteinzeitlichen Trichterbecherkultur bei Holsten-Bexten, einem Ortsteil von Salzbergen im Landkreis Emsland (Niedersachsen). Sie wurden im 19. Jahrhundert zerstört. Der genaue Standort der Gräber ist nicht überliefert. Nach einem Bericht von 1877 waren sie damals bereits vollständig abgetragen. Es waren allerdings noch Standspuren erkennbar, die darauf hindeuteten, dass ein Grab 18 und das zweite 36 Wandsteine besessen hatte. Es muss sich folglich um Großdolmen oder Ganggräber gehandelt haben.